# Sopubia ramosa
Sopubia ramosa là loài thực vật có hoa thuộc họ Cỏ chổi. Loài này được (Hochst.) Hochst. miêu tả khoa học đầu tiên năm 1844.